# Puisseguin
Puisseguin – miejscowość i gmina we Francji, w regionie Nowa Akwitania, w departamencie Żyronda.
Według danych na rok 1990 gminę zamieszkiwało 1038 osób, a gęstość zaludnienia wynosiła 60 osób/km² (wśród 2290 gmin Akwitanii Puisseguin plasuje się na 414. miejscu pod względem liczby ludności, natomiast pod względem powierzchni na miejscu 643.).